# ルイージマンション2
『ルイージマンション2』（ルイージマンション ツー、英題:Luigi's Mansion: Dark Moon）とは、2013年3月20日に任天堂から発売されたニンテンドー3DS専用ソフト。略称は『ルイマン2』。
マリオシリーズのキャラクター「ルイージ」が初めて主役を務めたニンテンドー ゲームキューブ専用ソフト『ルイージマンション』の続編。開発は『マリオストライカーズ』などを手掛けたNext Level Games。さらに2019年には次作となる『ルイージマンション3』がNintendo Switch専用ソフトとして発売。
2024年6月27日には、Tantalus MediaがNintendo Switch専用ソフトとしてHDリマスター版『ルイージマンション2 HD』を発売。
なお本項では、カプコンが開発したアーケードゲーム版である『ルイージマンション アーケード』（Luigi Mansion ARCADE）についても記述する。

## ゲーム内容
本作はオバケに占拠された複数のステージを舞台に、様々なミッションのクリアを目指す。前作同様、ルイージはオバケを吸い込む装置「オバキューム」を使用するが、冒険を進めるにつれて新機能が追加されていく。
今作では、オンラインへの接続やニンテンドー3DS本体を持ち寄ったローカル通信によりマルチプレイを行うモードがある。複数階層構成の建造物「テラータワー（英:Scarescraper）」を最大4人のプレイヤーと共に冒険し、フロア毎に課せられたミッションをクリアしていく。このモードはストーリーモードを進めていくことで解禁される。

## ストーリー
前作の事件からしばらく経過し、オヤ・マー博士と仲間のオバケ達は「オバ渓谷」で仲良く平和に暮らしていた。しかしある日の夜、突然、絵画に封印したはずのキングテレサによって、夜空に輝く不思議な魔力を持ったダークムーンが粉砕され、仲間のオバケ達は正気を失い凶暴化してしまう。オヤ・マー博士は反乱を起こしたオバケの捕獲、粉々に散らばったダークムーンの欠片の収集、ダークムーンを粉砕したキングテレサの目的を突き止めるべく、半ば強引にルイージに再び任務を託す。

## 登場キャラクター

### 主要人物
ルイージ
マリオシリーズの「マリオ」の双子の弟で、今作の主人公。臆病な性格で特にお化けが苦手。真夜中に自宅で寝ていた時に発生したテレビの雑音で目を覚ましテレビに近づくと、突如現れたオヤ・マー博士に無理矢理ダークムーンの欠片回収の任務を託される。前作同様に怯えながらも再びオバキュームを手に数々の屋敷を冒険することになる。
今作のルイージの住居はランクDのマンションである（ランクAのマンションはGC『マリオカート ダブルダッシュ!!』のコース・ルイージサーキットに登場している）。また、前作でキングテレサから送られた幻の屋敷までの案内地図も部屋に飾っている。
オヤ・マー博士
前作でも登場した、少し変わり者の研究者。今作ではオバ渓谷にて日々オバケを研究する「オバケ学の権威」となっている。キングテレサが再び現れるまでは、オバ渓谷で仲間のオバケ達とともに平和に過ごしていた模様。今作でも自身の発明品やベースラボで得た情報を提供するなどしてルイージのサポートを行うが、その一方でオバケ絡みの冒険を嫌がる彼に無理矢理屋敷の調査をさせるなどやや強引な面もある。助手であるキノピオが行方不明になっているにもかかわらず気に留めないなど薄情な面もある。
キノピオ
オヤ・マー博士の助手として登場。キングテレサのダークパワーによって絵画の中に閉じ込められた。カラーリングがそれぞれ赤・黄・青・紫・緑の計5人が存在し、絵画を「ダークライト」で照らすことで救出が可能。ステージ内の様々な場所におり、助け出されてからはルイージと行動を共にし謎解きにかかわることもある。
マリオ
ルイージの双子の兄。前作でキングテレサによって絵画の中に閉じ込められたもののルイージの活躍により無事救出されたが、今作でも同様にキングテレサにさらわれてしまう。前作と違い物語の序盤ではマリオの存在について語られず、物語の後半において初めてマリオが捕まったことが判明する（それまでにもマリオが捕らわれたことを暗示するイベントは何度か発生する）。

### オバケ
テレサ以外のオバケたちは、元々オバ渓谷でオヤ・マー博士と平和に暮らしていた友好的な性格であったが、キングテレサの策略で凶暴化して理性を失い、一部を除き敵として襲い掛かってくる。ダークムーンが修復されてからは正気を取り戻し、ルイージ達と仲良くなる。

## アイテム
オバキューム
前作にも登場した、オバケを吸い込むアイテム。今作では様々な新機能を使用できるが、それらはオヤ・マー博士が元いた屋敷から逃げてきた時に置き忘れてしまっており、物語の序盤で探索しながら回収していくことになる。
ストロボ
電力をためたあとに強い光を照射する。通常のライトでは驚かないオバケを照らすことで吸い込めるようになる。
ダークライト
「のろい玉」によって消された足場や建造物、オバ犬の足跡など、通常では見えないものを照らし出すことができる。姿を消しているオバケやテレサにも有効。使うと画面にゲージが表示され、これがなくなるまで使うとスパークするのかルイージが痛がる（ライフは減らない）。ゲージは使っていなければすぐに回復する。
ドコデモシャベレ〜ル
通称「DS」。オヤ・マー博士との通信端末として使用する他、マップやミッションの内容などを確認することができる。地下で通信をすると雑音が入ってしまう欠点がある。
ゴーゴーカメラ
通称「GC」。ルイージを各ステージに転送する、またはステージから転送させる装置。ベースラボ内・各ステージ内にある。これで転送されるときは一時的に身体が小型のキューブに分解される。
ゴシゴシビートブラシ
通称「GB」。主に手に入れたダークムーンのかけらを洗浄する装置。ベースラボ内にある。
桶
主に水を汲み、苗などに水を与える際に利用する。
ポヨヨンの実
紫色の実がなる植物から吸い取る。実が風船になっており、通常行けない空中の場所への移動も可能になる。トゲに触れると割れてしまう。吸い込み続けると無くなる。
トゲトゲの実
トゲトゲの実がなる植物から吸い取る。バクーンを倒すときに使う。
部屋のカギ
扉を開ける際に用いる鍵。ステージ内の様々な場所にある。同じミッション内であればどの扉でも開けることもできる。
テレポ〜タル
空間を飛び越えて、ある場所とある場所を直接繋ぐ装置。ヒャッキ〜ヤ坑道から登場。博士は「最高傑作の１つ」と表現している。

### その他のアイテム
お金
ステージ内のいたる場所にある。コインは1枚1カウント。お札は1枚5カウント。金塊は1個20カウント。集めると自動的にギャラリーの「オバチューン」に転送され、オバキュームのパワーアップ資金に充てられる。
黄金の骨
引き出しなどに入っており、一定以上のお金を集めているとランダムに出現する。ルイージのライフが0になった時にオバ犬が倒れているルイージを起こし、ライフが100の状態で再開する（黄金の骨はその場でオバ犬に奪われる）。ライフが0にならずにクリアした時には200コインとしてカウントされる。
ハート
ライフを25回復する。引き出しなどに隠されている。
宝石
1ステージに13個隠されている。形は全ステージ共通だが、色はステージごとに異なっている(色種類は、アメジスト・エメラルド・ルビー・サファイア・ダイアモンド)。ギャラリーの「ジュエルーム」にコレクションされる。全て集めるとギャラリーにクリスタルイージ(ルイージの宝石像)が追加される。

## ステージ
ウラメ〜シ屋敷
オバ渓谷の入り口に建っている。オヤ・マー博士がOPムービーで逃げ出したラボがここにあり、オバキュームのパーツも屋敷内に隠されている。
ノロワ〜レ大樹
様々な植物が生い茂るビルで、かつて植物の研究が行われていたが、ルイージが訪れた時は給水機能が止まってしまっている。大木を挟んで西と東に分かれている。プールや子供部屋もある。
ジゴ〜クロック工場
多種多様の時計がつくられていた工場だが、今は砂に埋もれている。様々な仕掛けがある。
ヒャッキ〜ヤ坑道
多くの鉱物が採掘されていた鉱山エリアだが、今は雪が降り続き全体が凍り付いている。キングテレサがテレサたちを使ってここのクリスタルを運び出し、オバケを強化した。
オドロ〜宮殿
巨大な滝に囲まれた中央にそびえ立っている。前作の舞台であるマンションに構造が似ている。テレポ〜タルを通じて植物・砂・氷など様々なエリアが結ばれている。
テ〜レビジョン
キングテレサが創り出した現世とは異なる空間。ミッションは存在せず、ボス戦（キングテレサとの対決）のみ。キングテレサとの直接対決ステージと、障害物をかわし、転がって迫りくるキングテレサから逃げる強制移動ステージの2種類がある。

## 用語
ダークムーン
オバケ達の凶暴化を防ぐために上空にある紫の月。しかしキングテレサがダークムーンを破壊してしまったことによりオバケは凶暴化してしまう。欠けらは六つある。
のろい玉
あらゆる物、階段類を消してしまう不思議な玉のようなもの。消した後触れることもできない。しかしダークライトを照らせば元に戻り、のろい玉も放出する。このような玉を出しているのは、テレサである。

## Switch版の変更点・追加点
- 解像度の上昇
- 3Dポリゴンの増加
- テクスチャの変更
- 処理落ちの解消
- ファイルセレクトの選択前のファイルのダークムーン等の情報アイコン並び方が横1列に統一
- ポーズ画面にガイドの追加
- Rスティックの追加により見回す操作の追加
- 吹き出しがZLボタンに、吸い込みがZRボタンに移動。元のLボタンはダークライト、Rボタンはストロボに変更
- オプションの追加
- マップはセレクトボタンで表示する
- タッチ操作限定のズーム機能はZLボタンとZRボタンに変更
- やることリストのミッションゴールの説明文は追加入力無しでミッション名と同時表示するようになった

## アーケード版
『ルイージマンション アーケード』（Luigi Mansion ARCADE）のタイトルで、カプコンにより開発された。2015年6月18日から稼動開始。カプコン製のアーケードゲームでは初のALL.Net対応タイトルで、システム基板はセガ・インタラクティブのNu1.1を使用。公式のジャンル名は「オバキュームシューティング」。2018年6月18日にネットワークサービスが終了。セガ・ロジスティクスサービス（2019年4月にアーケードゲームのアフターサービス業務をカプコンから移管）による修理サポートも部品調達難に伴い、2023年6月30日に終了する予定。
登場するオバケは『ルイージマンション2』とほぼ同一。プレイヤーは実物大のオバキュームでオバケと戦っていく。2016年3月17日に実施されたアップデートにより、操作方法をノーマル操作とシンプル操作の2種類から選択できるようになった。
同年9月16日に実施されたアップデートでは、ライフとストロボムが各1つで、オバケが最強モードとなる「チャレンジモード」が登場。